# 安平大君
安平大君（あんへいだいくん、アンピョンデグン、안평대군、永楽16年9月19日（1418年10月18日） - 景泰4年10月18日（1453年11月18日））は、李氏朝鮮前期の王族で書家。諱は瑢（ヨン、용）。字は清之（せいし、チョンジ）、号は匪懈堂（ひかいどう、ピヘダン）、琅玗居士（ろううこじ、ナンウゴサ）、梅竹軒（ばいちくけん、メジュゴン）。第4代国王世宗の第3王子。第5代国王文宗および第7代国王世祖の同母弟。
3歳で叔父の誠寧大君の養子となり、1428年、10歳の時大匡輔国 安平大君（だいきょうほこく あんへいだいくん、テグァンボグク アンピョンデグン）に封じられた。1453年、金宗瑞・皇甫仁らと共に首陽大君（後の世祖）からの蜂起を受け、江華島に流刑になった後賜死された（癸酉靖難）。六宗英のひとり。

## 生涯
1418年（世宗元年）に誕生。父は世宗。母は昭憲王后沈氏。3歳の時、子がないまま3年前に死去した誠寧大君の養子となった。1428年に安平大君に封じられ、1429年に左副代言の鄭淵の娘と結婚。1430年に臨瀛大君らとともに成均館に入学して学問を修めた。
この頃、野心があることを見抜いた父の世宗により、兄の李瑈（首陽大君）と共に王宮から離されている。
1438年に六鎮が置かれると他の王子らとともに女直討伐に参加し、金宗瑞らと関係を持つ。
成長すると武官たちを引き連れて狩りに興じることもあったが、主に文人たちに囲まれていた。兄の文宗の治世下に頭角を現し始め、朝廷にも関与するようになった。文宗の子が即位して端宗となった際は、黄標政事を掌握して人事権を握った大臣らと組み、首陽大君一派と争うようになった。

### 癸酉靖難と死
1453年、首陽大君の武力に押されて実権を失い、10月10日江華島へ流された。喬桐島に移った後、8日後の10月18日に同島にて賜死された。長男の李友直も江華島に流刑となり、残された継室は官婢とされ、長女の無心と李友直夫人の五臺は権擥の家の奴婢とされた。李友直は珍島に移送され、1454年その地で賜死された。
李瑢の財産はすべて没収された。養父の誠寧大君の遺族の財産も没収され、継母三韓国大夫人成氏はその地位を失い流刑となった。彼女の兄弟にあたる成得識・成重識も弾劾を受けた。三韓国大夫人成氏は1456年（世祖2年）に赦されて実家に戻り、そこで死去した。

## 書家として
安堅や朴彭年など書家・画家たちとの親交があり、自らも詩文や書画をあらわした。しかし処刑後、兄の世祖が多くの作品を破壊した。破壊された作品の中には1450年に李瑢主導で製作された庚午字も含まれる。
現存する作品は殆どが石碑に用いられたものであり、唯一の直筆作品であり大韓民国指定国宝第238号に指定されている小苑花開帖は2001年1月に盗難に遭い行方不明中である。
| 画像 | 作品名             | 製作年 | 所在地       |
| ---- | ------------------ | ------ | ------------ |
|      | 英陵神道碑         | 1452年 | 京畿道驪州郡 |
|      | 靑川府院君沈温墓標 | 不明   | 京畿道龍仁市 |
|      | 臨瀛大君旧墓標     | 不明   | 京畿道果川市 |
|      | 集古帖跋           | 1443年 | 個人蔵       |
|      | 小苑花開帖         | 不明   | 不明         |

## 家族
1429年、左議政を務めた鄭淵の娘迎日鄭氏と結婚、2男を儲けた。1452年に次男の李友諒が病で、1453年4月23日に迎日鄭氏が死去。この事を李瑢はこう語った:
この発言後、李瑢は寺院を訪れて功徳を捧げるのをやめている。一方朝鮮王朝実録によると正室 迎日鄭氏との仲は良好ではなかったという記述もある。また対立していた次兄 首陽大君は世宗生存中に宮殿内の仏堂建設や仏教書翻訳に関与していた。
- 父: 世宗
- 母: 昭憲王后
- 兄: 文宗、世祖
- 姉: 貞昭公主、貞懿公主
- 弟: 臨瀛大君李璆、広平大君李璵、錦城大君李瑜、平原大君李琳、永膺大君李琰
- 養父: 誠寧大君
- 養母: 三韓国大夫人成氏

- 義父: 鄭淵
- 義兄弟: 鄭自済
  - 義理の甥: 寿春君李玹 - 李瑢と李玹は本来異母兄弟にあたるが、縁戚上ではおじと甥の関係になる。
- 正室: 迎日鄭氏（母方の祖母は高麗の最後の王恭譲王の娘の貞信宮主）
  - 長男: 宜春君李友直（1439年 - 1454年）
  - 嫁: 五臺
    - 孫娘：無心 - 安東金氏の金季諴の妻（彼女の曾孫娘に明宗の子の順懐世子李暊の妃の恭懐嬪尹氏がいる）

  - 次男: 徳陽君李友諒（生年不明 - 1452年）
  - 嫁: 姓名未詳
- 継室: 姓名未詳

## 安平大君が登場する作品
- 『王女の男』（2011年、KBS）
- 『大君〜愛を描く』（2018年、テレビ朝鮮 演：ユン・シユン）